# Прапор Межигірців
Пра́пор Межигі́рців — прапор села Межигірці, Галицького району Івано-Франківської області, затверджений 18 березня 2001 р. рішенням Межигорецької сільської ради.
Автор — К.М. Богатов.

## Опис
Квадратне полотнище складається з двох горизонтальних смуг блакитного і жовтого кольорів (3:1), розділених котлоподібно. На блакитний смузі жовта церква.